# Professional Golfers Association
Professional Golfers' Association, (med eller uden apostrof), er den sædvanlige betegnelse for en professionel forening i mænds golf. Det er ofte forkortet PGA. Der er flere PGA'er i verden, herunder:
- Professional Golfers' Association (Storbritannien og Irland)
- Professional Golfers' Association of America

De organisationer, som driver verdens to førende professionelle golf-rundtture har initialerne PGA i deres navne, men de er nu uafhængig af de Professional Golfers' Associationer, som har oprettet dem: 
- PGA Tour (der styrer PGA Tour, Web.com Tour, Champions Tour, PGA Tour Canada, PGA Tour Latinoamérica, og PGA Tour Kina)
- PGA European Tour (der styrer European Tour, Challenge Tour og European Senior Tour)

Kvindernes tilsvarende begreb er Ladies Professional Golf Association, almindeligvis forkortet til LPGA. Den amerikanske organisation kaldes LPGA. Andre kvindeorganisationer har territoriale betegnelser i deres navne, som LPGA Japan eller LPGA Korea. 
Oprindeligt var PGA'er de centrale organer i alle former for professionel golf i deres territorium, men nu er nogle af dem, herunder i USA, Storbritannien og Irland fokuseret på majoriteten af professionelle golfspillere, der arbejder i klubberne eller som trænere/undervisere, i modsætning til at være turneringsspiller.